# 馬英九一訪中國大陸
2023年（民國112年）3月27日至4月7日，中華民國前總統、中國國民黨前主席馬英九訪問中國大陸祭祖交流，成为1949年臺灣海峽兩岸分治後首位造訪中國大陸的中華民國卸任总统。馬英九規劃率馬英九文教基金會「大九學堂」青年學子，及四名姊妹一行訪問南京、武汉、长沙、重庆、上海等中國大陸城市，並回到祖籍地湖南省湘潭县。
2024年，馬英九再次接受中國大陸邀請，於4月1日至11日訪問廣東省、陝西省及北京市等地。

## 背景
2023年3月19日，馬英九的行程被披露、证实。这一行程也與中華民國總統蔡英文出訪以及已經表態參加2024年中華民國總統選舉的郭台銘有所重疊。蔡英文的民主夥伴共榮之旅將出訪中美洲邦交國伯利兹和危地马拉並過境美國會見美國眾議院議長凱文·麥卡錫；而郭台銘則拜訪多個美國智庫，三者都是在3月底出發，且皆預計在4月7日返台。3月22日的报道中，馬英九基金會執行長蕭旭岑以“巧合”为馬、蔡二人出訪行程時間幾乎重疊的疑问做出解释。蕭旭岑透露馬英九辦公室是在農曆年前與中國大陸方面談訪陸行程，而蔡總統決定過境美國，是3月以後的事情，且馬英九是去清明祭祖，清明節只有4月5日一天，故陰謀論可以休矣。
根據中華民國《國家機密保護法》第26條，馬英九屬涉密人員，卸任總統後受出境管制，管制期到2021年5月19日屆滿。由於兩岸關係逐漸緊張，對於外界批評他前往中國大陸的舉動，他表示三十多歲兩岸破冰時就萌生此意，但等了36年才有機會，「的確是久了一點」。這是他首次前往中國大陆。

## 行程相关

### 披露行程
2023年3月19日，《香港01》披露馬英九訪問中國大陆的消息，一名馬英九預計將造訪學校的工作人員向該媒體披露了有關消息。此外，以往由陕西省人民政府主辦的清明公祭轩辕黄帝典礼改由中共中央台灣工作辦公室領銜主辦，時間落在馬英九訪問期間的4月5日。3月19日晚間，馬英九基金會執行長蕭旭岑證實，前總統馬英九預定於3月27日至4月7日前往大陸湖南湘潭祭祖、南京中山陵謁陵，並將率領30位青年學生與大陸多地大學生交流。3月19日深夜，《环球时报》引用台灣媒體，報導馬英九將赴大陸祭祖交流的消息。3月20日，中華民國總統府發言人林聿禪表示，總統府已於今早收到馬前總統的出訪申報。

### 行程性质
馬英九在3月27日出發前，於機場發表簡短的談話，稱此行為私人基金會对外交流行程，目的以祭祖和教育交流為主，對此行的和平意義十分期待。部分國民黨立法委員稱此次访问系馬英九私人行程，與政治無關，定位为“兩岸民間交流”。馬英九此行不代表中華民國政府、不代表中國國民黨。在行程中，他使用中國國民黨前主席头衔，但亦对外提及前中華民國總統身份。
中华人民共和国方面依照政治习惯，在接访过程中不称呼他为前中華民國總統，官方媒体称他为前中國國民黨主席。接访的中华人民共和国各级官员多使用中国共产党党内职衔。

## 行程安排
2023年3月19日，馬英九辦公室已对外提供预计的行程安排，实际行程有所增加。
| 時間    | 所在城市       | 行程                                                                                 |
| ------- | -------------- | ------------------------------------------------------------------------------------ |
| 3月27日 | 桃園→上海→南京 | 搭乘飛機抵達上海，隨後前往南京                                                       |
| 3月28日 | 南京           | 拜谒中山陵，參觀孙中山纪念馆、中国第二历史档案馆、南京总统府、孫中山故居、拉贝故居   |
| 3月29日 | 南京           | 參觀侵华日军南京大屠杀遇难同胞纪念馆                                                 |
| 3月30日 | 武漢           | 赴武漢參觀辛亥革命武昌起义纪念馆、黄鹤楼、武汉市档案馆、湖北省博物馆，到武汉大学交流 |
| 3月31日 | 武漢→長沙      | 参访东湖绿道，到長沙周南中學交流                                                     |
| 4月1日  | 湘潭→衡陽      | 到湖南省湘潭县白石鎮祭祖，到岳云中学交流；到衡陽市，参访位於衡山內的南岳忠烈祠       |
| 4月2日  | 長沙           | 參觀岳麓书院、湖南大学、铁建重工总部、三一重工总部、湖南广播电视台                   |
| 4月3日  | 重慶           | 參觀重慶抗戰遺址博物館、重庆市规划展览馆                                             |
| 4月4日  | 重慶           | 參觀重慶中央政治學校舊址、张自忠烈士陵園、三峽博物館                                 |
| 4月5日  | 上海           | 赴上海參觀洋山港                                                                     |
| 4月6日  | 上海           | 到复旦大学交流，參觀四行倉庫抗戰紀念館、和平饭店、城市会客厅、夜遊外灘               |
| 4月7日  | 上海→桃園      | 返台                                                                                 |

### 第一天：3月27日
當天中午，馬英九一行人抵達台灣桃園國際機場，準備搭乘中國國際航空CA196班機飛抵上海。登機前夕，馬英九發表簡短談話，稱自己37歲的時候在政府裡面就負責處理兩岸事務，到了36年後的今天才有機會到大陸訪問。他表示此行除了祭祖之外，也帶了台灣大學生到大陸交流，希望雙方年輕人的熱情互動能改善兩岸目前的氛圍，讓和平能夠更快更早的來到。由獨派團體908台灣國運動理事長陳峻涵率領抗議團體來到臺灣桃園國際機場第二航廈，抗議馬英九出訪中國大陸，結果遭警方強勢驅離，雙方一度爆發衝突。
下午4點21分，馬英九的航班順利抵達上海浦东国际机场，中共中央台湾工作办公室副主任陳元豐、中国共产党上海市委员会常委兼秘书长张为、上海市台辦主任鐘曉敏、上海市台辦副主任李驍東到場接機。此次是自1949年（民國38年）中華民國政府遷台以來，首次有中華民國前總統重新踏足中國大陸的城市。馬英九步出飛機後，與當地接機小組握手寒暄，隨即搭上戒護的中巴車隊，奔赴虹橋火車站，乘坐下午7點左右的G28次高鐵前往南京。不過發生記者車隊一度跟丟的插曲，上海台辦方面為此致歉。

### 第二天：3月28日

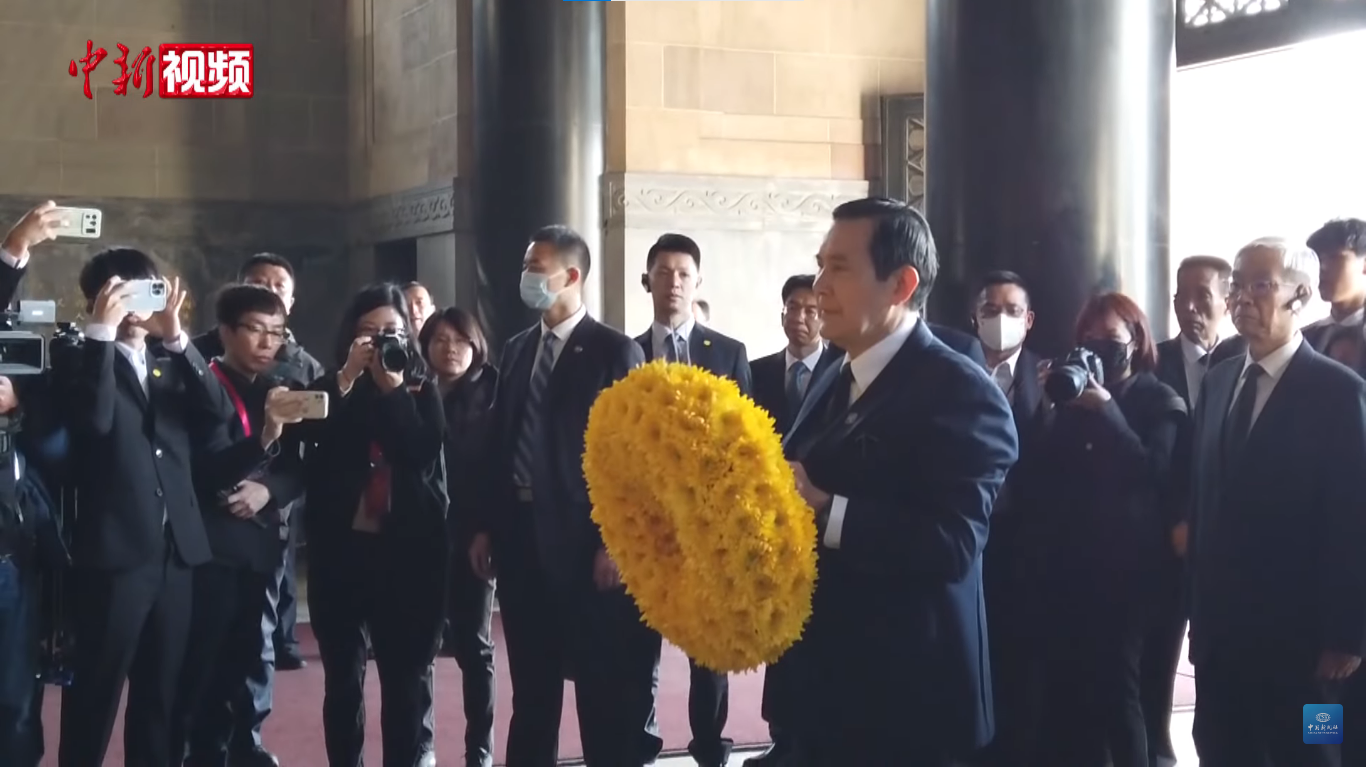
马英九一行进入中山陵祭堂，向孙中山坐像敬献花环

当天上午，马英九赴南京中山陵拜謁国父孫中山並進入陵寢致意，並題字「和平奮鬥，振興中華」，落款寫下民國紀年「百十二」字樣。在参观中山纪念堂时，马英九语带哽咽，表示甲午战争展览板上应提及“中國割让了台湾”。马英九此次谒陵时，景区采取封园接待的方式，引发在现场等候的民众不满，并与景区管理人员发生口角，有人被维持秩序的警员带走。馬英九參訪後還對外發表了第一次談話，在念講稿時在首段的標題部分提及「民國112年」「前總統」等字眼，不過涉及中華民國的內容均未出現在中國中央電視台的新聞中。隨後演講中，馬先對大陸表示問候，馬的講話大聲強調兩岸中國人一定要共同努力、避免戰爭以求國家復興，並重申兩岸和平的重要性，「否則雙方都沒有前途」。当晚马英九入住南京东郊国宾馆。
同日下午，一行人來到南京總統府參觀。在總統辦公室，陪同的講解人員介紹現場的五色旗是中華民國創立初期的國旗，馬英九表示認可，並指其代表「五族共和」。隨後又來到拉貝故居；在約翰·拉貝的雕像前，馬英九勉勵隨行的台灣學子，希望他們學習拉貝的勇氣和精神，不能向侵略者屈服。傍晚，中共江蘇省委書記信長星在金陵飯店與馬英九舉行會談。會上，馬英九表示南京之行讓他加深對中國發展的認識，也感謝江蘇省委與省政府對台商照顧，以及對此行的協助及安排。他又重申2015年兩岸領導人會面的共識，希望兩岸合作並建立互信，避免戰爭風險。信長星讚許馬英九擔任中国国民党主席和“台灣地區領導人”期間多年來堅持九二共識和一中原則，也承諾盡可能為此行提供協助。会后，马英九前往秦淮河畔的乌衣巷、夫子庙、中国科举博物馆等景点观光。

### 第三天：3月29日

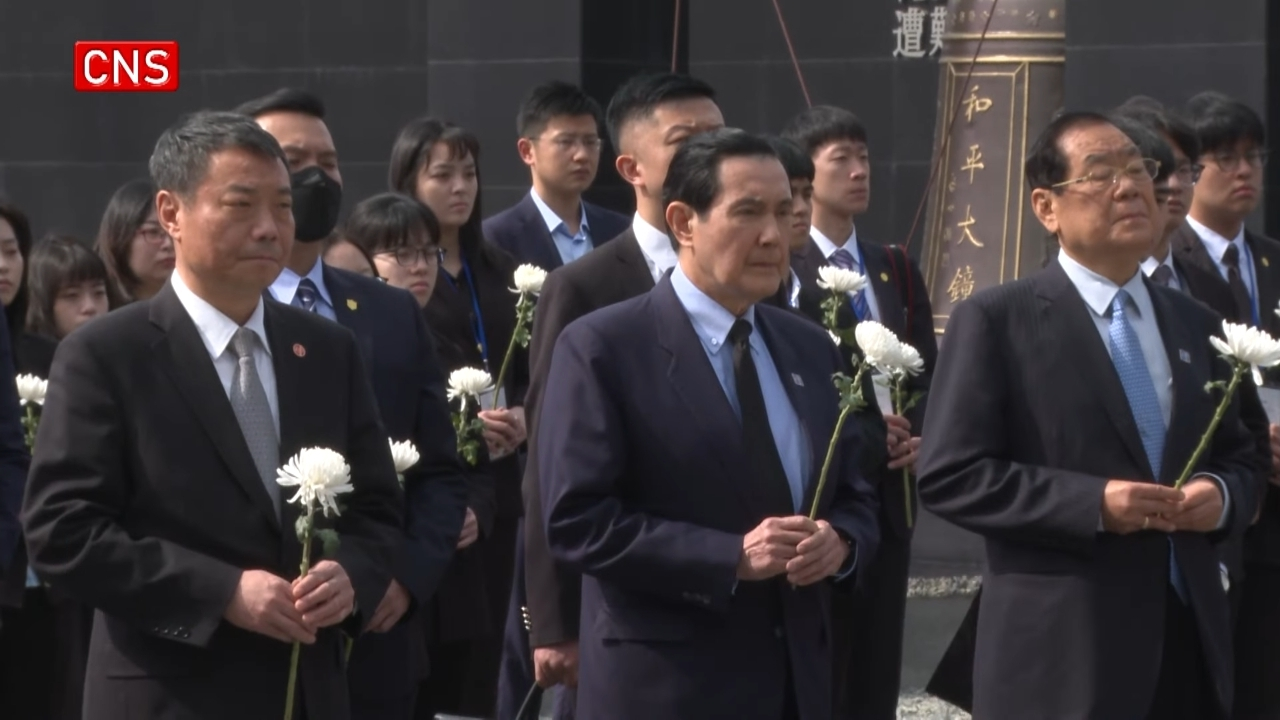
馬英九一行致祭南京大屠杀遇难同胞时持白花肃立

馬英九上午到侵華日軍南京大屠殺遇難同胞紀念館，現場已有不少南京市民聞訊前來探望。馬入館後獻花致祭遇難同胞並鞠躬致哀，隨後他觀展完後语带哽咽，稱「關於南京大屠殺歷史的書籍、照片， 我看了一些，但從來沒有一次像今天受到這麼大的衝擊。因為這是人類歷史上罕見的野獸般行為，中國人是最大受害者，所以我剛才在留言簿上寫著，歷史絕不可遺忘」，接著他並補充說中國人仍要有仁愛的心。隨後媒體再問到對戰爭的看法時，他提及到兩岸去避戰、然後去謀和，互相應該明白後果是沒有其他任何事情可以彌補。中共中央台辦副主任陳元豐、中共南京市委書記韓立明等陪同致祭。
馬英九下午自南京南站乘G1721次列车抵达武汉站，随后与中共湖北省委书记王蒙徽在东湖宾馆会谈，據稱馬英九也將住宿於此。
夜間，馬英九及團員搭船夜遊長江，遠望武汉长江二桥。

### 第四天：3月30日

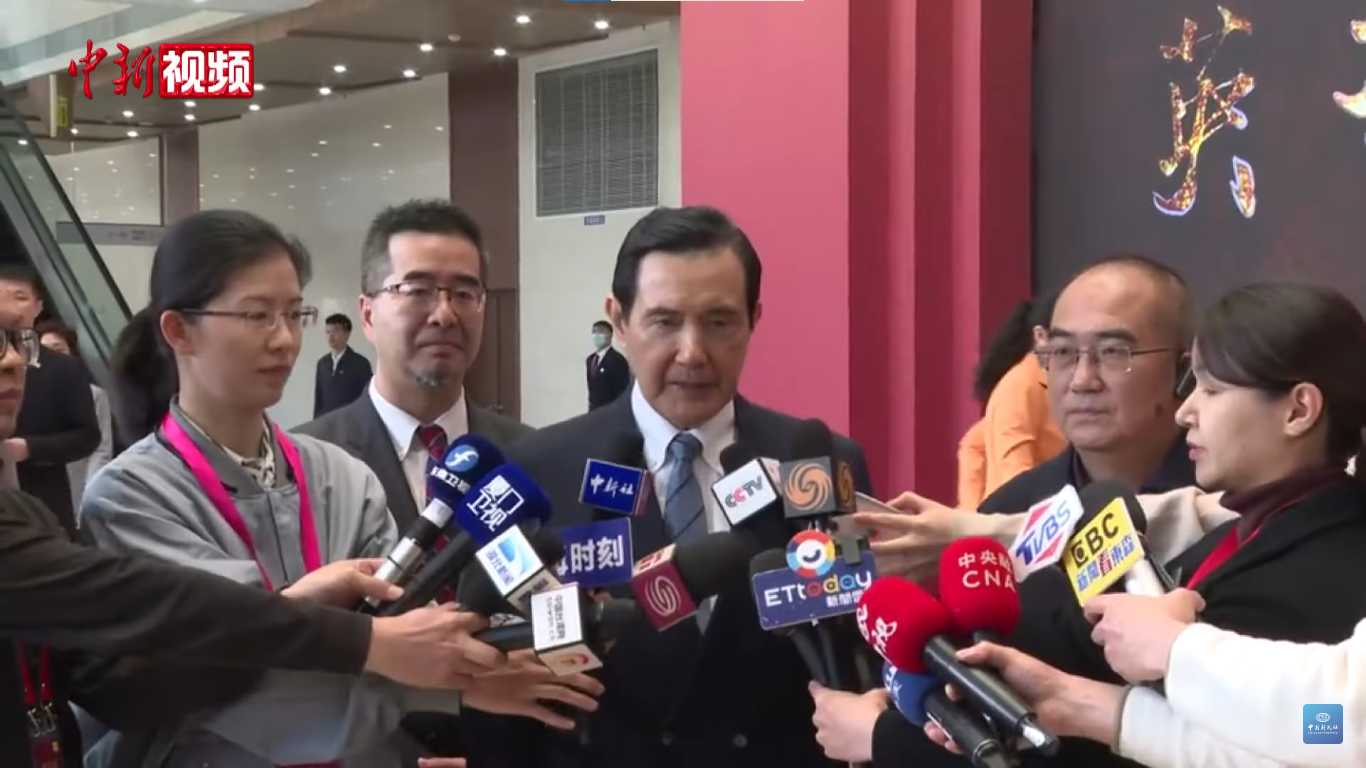
马英九一行参观完抗疫专题展后接受媒体采访，右侧为随行的前金银潭医院院长张定宇

早上，馬英九於東湖賓館晨跑，這是中國共產黨主席毛澤東生前最常去的地點之一。當媒體呼喊「馬總統好」時，馬英九向他們揮手致意，並說等不及要嘗嘗武漢菜了，馬英九以及團員的第一個行程是辛亥革命武昌起义纪念馆，在中華民國國旗五色旗面前，他又以孫中山的口音在看台喊出「三民主義！五權憲法！」等語，隨後前去參觀名勝景點黄鹤楼。當日他的行程有所修改，變成前往武汉市档案馆觀看抗擊新冠疫情的介紹，提早前往武漢大學进行学生交流会，随后与中共中央台办主任宋涛會面。马英九参展行程由前金银潭医院院长张定宇陪同，期间他对张定宇说：「不好意思，我們政府給你們造成困擾」，暗批政府阻撓包機。在之后的媒体采访中，马英九表示，“初期做到好的控制，使得疫情不会大幅向外扩张，感到非常敬佩，这不仅是对大陆，而且是对整个人类的贡献”。
下午，马英九率28位台湾青年学生赴武汉大学参访，并在武汉大学图书馆举行座谈会。武汉大学校长张平文表示热烈欢迎马英九一行。会后张平文向马英九一行赠送武汉大学早期建筑画册及《古音汇纂》《故訓匯纂》等书籍，马英九在座談中以法國與德國在歷經多年戰爭後仍然努力化解世仇為例，呼籲兩岸尤其是年輕人增加接觸和了解，並向武汉大学赠送《中华语文大辞典》。
晚上，宋涛与马英九进行会面。宋涛向马英九转达中共中央总书记习近平的问候，并说「欢迎马英九先生回家」。马英九对“九二共識”表示认同，并表示两岸领导者必须尽一切可能避免战争冲突。

### 第五天：3月31日

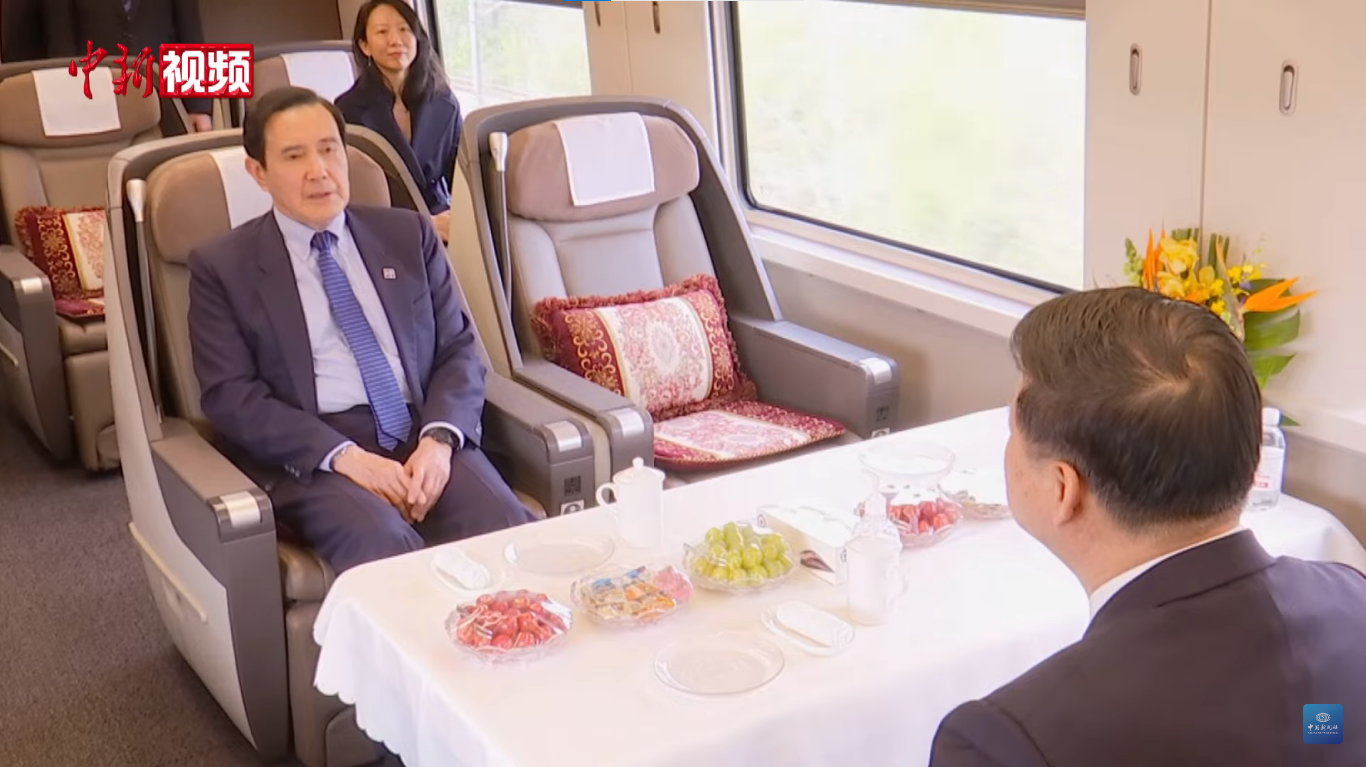
马英九与宋涛同乘G79次列车从武汉赴长沙

3月31日下午，馬英九與宋濤等人乘坐G79次列車由武漢站前往長沙南站，據悉，此次前往湘潭白石鎮馬家堰掃墓的馬家親屬團共17人，已早一、兩天分四批抵達長沙。這四批家屬分別來自台灣、美國、大陸等地，於3月31日與馬英九會合。
抵達長沙後，馬英九和四名姊妹，先走訪母親秦厚修母校周南實驗中學（當時稱為周南女校），秦厚修生前曾擔任周南中學台灣校友會會長長達60餘年，因此校內也有許多關於秦厚修的資料，讓馬英九與姊妹們深受感動。雖此為不公開行程，但走訪期間學校附近聚集人潮，皆有大量長沙民眾熱烈迎接，至晚宴期間，當地接待還招呼了很多湖南菜。

### 第六天：4月1日

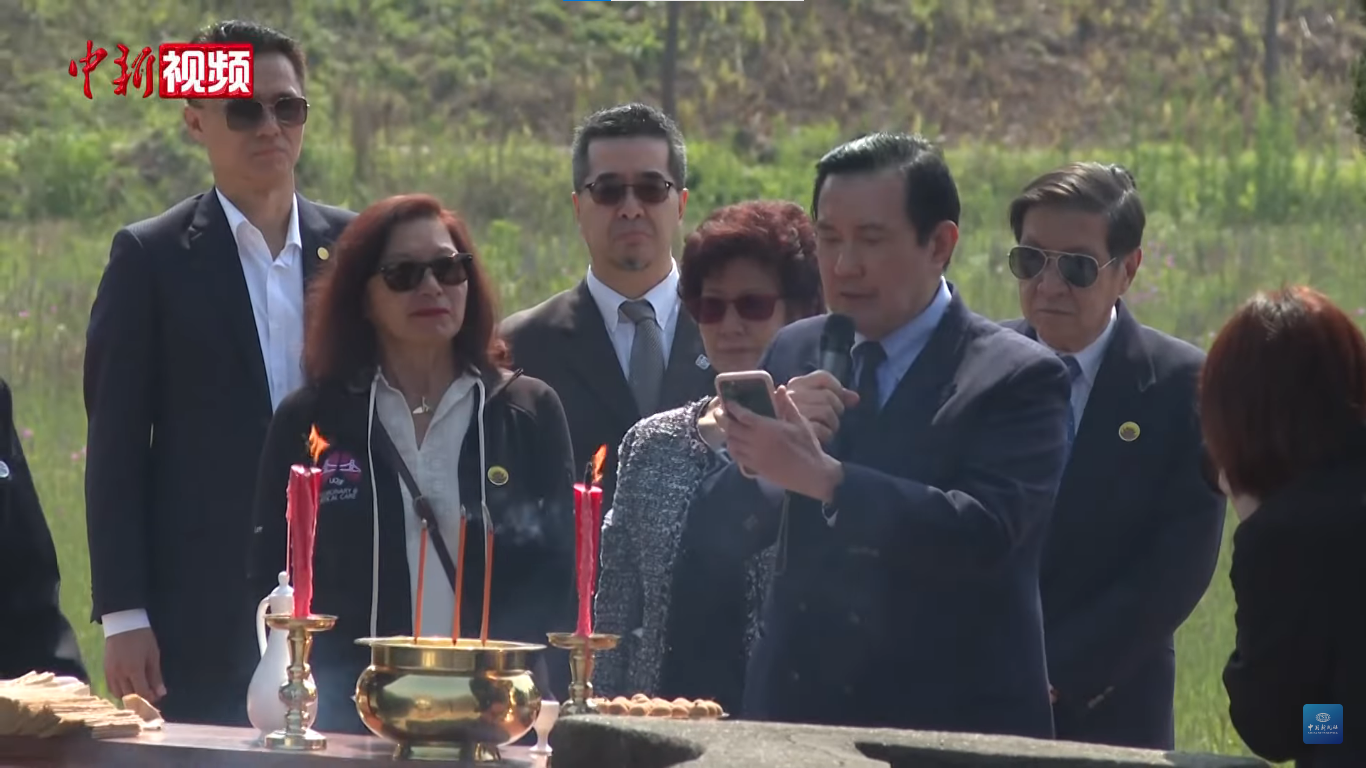
马英九在马家祖墓前祭拜祖父马立安时，用湘潭话宣读祭文

4月1日上午8時許，馬英九一行自下榻的「九所賓館」出發，進行清明節掃墓。馬英九與四名姊妹到湖南省湘潭市湘潭縣茶恩寺鎮雙陽村祖墳祭祖。回乡途中，当地群众熱情向马英九问候「欢迎回家」，他用湘潭話回应「湘潭伢子回来了」。據報導，馬家祖墳與周圍交通已經進行管理，道路也有所拓寬，在遵循当地习俗的祭祖仪式上，馬英九用湘潭話閱讀祭文，其间几度哽咽，不时拭泪，表示此次祭祖实现了多年来的愿望。他在家族祭文中向祖父馬立安報告稱自己已經兩度「當選中華民國總統」，任內致力於推動兩岸和解。祭祖后，马英九又来到祖父马立安生前创办的鸿兴福锅厂与资助建设的寺门前义渡参观。
下午，马英九一行前往衡阳市，到衡山南岳忠烈祠祭拜抗日战争中阵亡的国民革命军将士。马英九以中国国民党前主席的身份向阵亡将士敬献花圈。此外，马英九还前往其父亲马鹤凌的母校岳云中学参观。
当天傍晚，马英九在长沙市九所宾馆会见中共湖南省委书记沈晓明，省委副书记、省长毛伟明。中央台办副主任陈元丰，湖南省领导隋忠诚、谢卫江参加会见，沈晓明在开场致词时，形容马英九访问大陆获得广泛关注，强调“是不折不扣的网红”，又表示马英九能够讲流利的长沙话，给他和省长毛伟明两人很大压力，表示“在努力的学习湖湘文化”。马英九在致词时也祝贺沈晓明书记履新，并表示沈晓明2011年在上海任职时也曾经到过台湾，此次会面对彼此有一种熟悉感。

### 第七天：4月2日

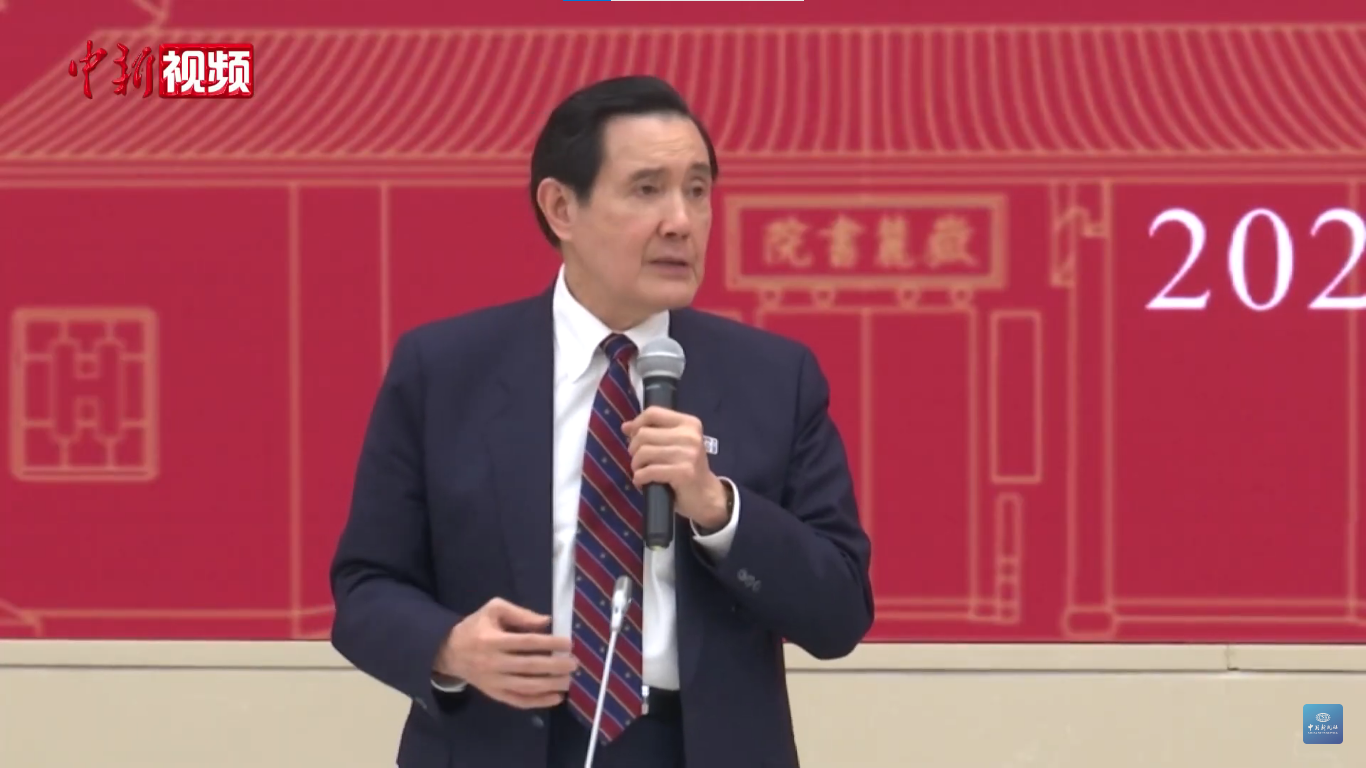
马英九参访湖南大学期间与该校学生交流座谈

马英九一行今日回到參訪行程，目的是率领学生前往湖南大学，参观位于校内的中国战区第四受降区受降仪式旧址（湖南大学科学馆），随后在国家超级计算长沙中心的会议室与学生做交流，参与学生包括台湾学生和湖大学生。马英九在最后结尾致词时说：“我们国家分了两个部分，一个是台湾地区，一个是大陆地区，都是我们中华民国，都是中国。”也稱：「大陸1982年的憲法前言裡，也有提到『台灣是中國不可分割的一部分』，『這是事實很清楚』。」他也再度引用法国小说家都德的《最后一课》，指德国和法国原来是百年世仇，但第二次世界大战后，双方签订条约、交换学生等，强调德法两国用这种方式来增进双方关系，并在后来合作成为欧盟主要力量。他又反问法德既不同文也不同种，可以做到如此困难的事；而两岸同文同种，而且双方都坚持一个中国的利益立场，“这一点非常重要”。這是自1949年以來，中華民國卸任總統首次在中國大陸境內，宣示中華民國對中國大陸擁有主權。

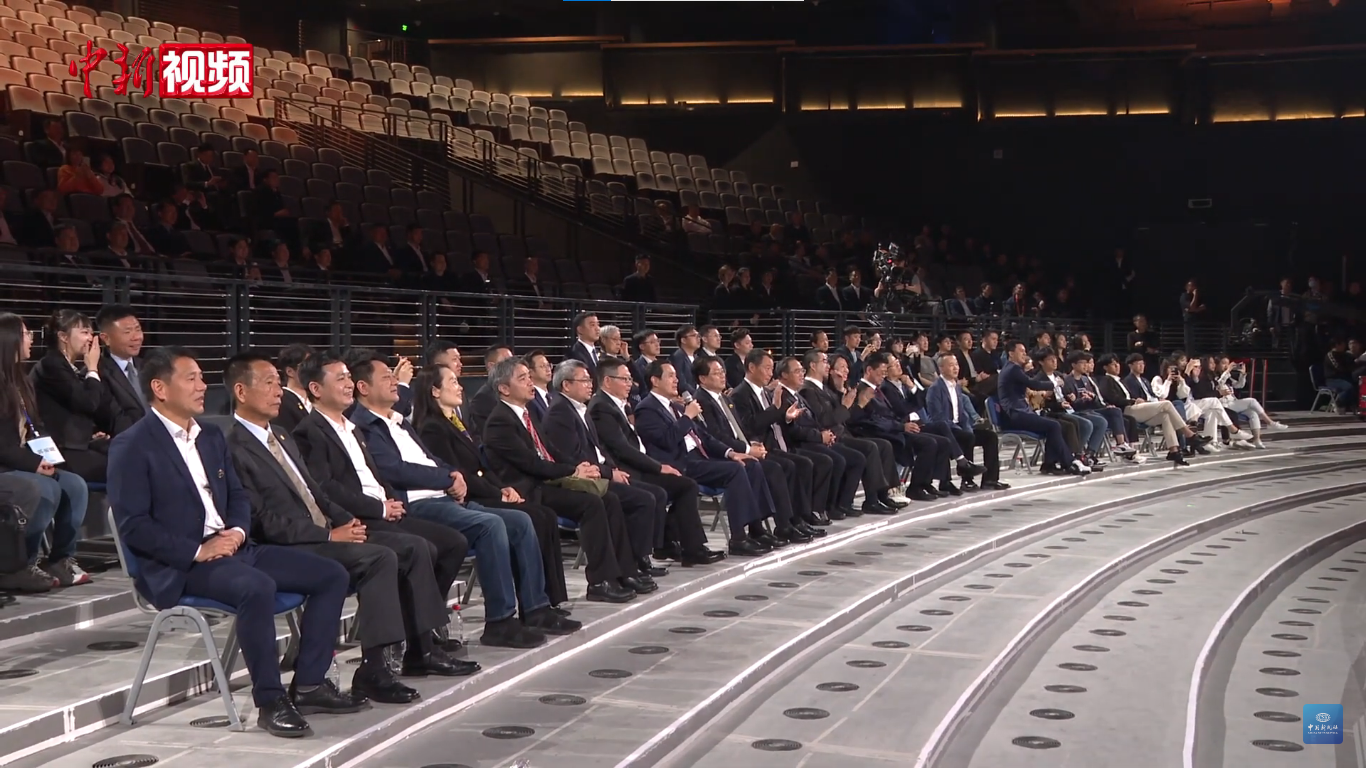
马英九一行赴湖南广播电视台访问，期间与《聲生不息·寶島季》节目连线，在现场和台湾青年及所有观众合唱《月亮代表我的心》

下午，马英九一行参观铁建重工和三一重工总部。马英九在聆听三一重工的介绍时，尤其提到与台湾八八風災期間協助救人與參加機場建設的关系时鼓掌了2次。随后马英九一行赴湖南广播电视台访问。期间马英九现场观看他本人的祭祖画面一度眼眶泛紅，其后又与《聲生不息·寶島季》节目连线，接受主持人何炅的採訪。他还在现场和台湾青年及所有观众演唱《月亮代表我的心》。晚飯後，於晚間7時30分許，在保安的保護下突然現身夜市并参观贾谊故居，馬英九親自步行逛長沙，更與当地民眾近距離接觸，歡迎的人潮一度擠滿太平老街。

### 第八天：4月3日

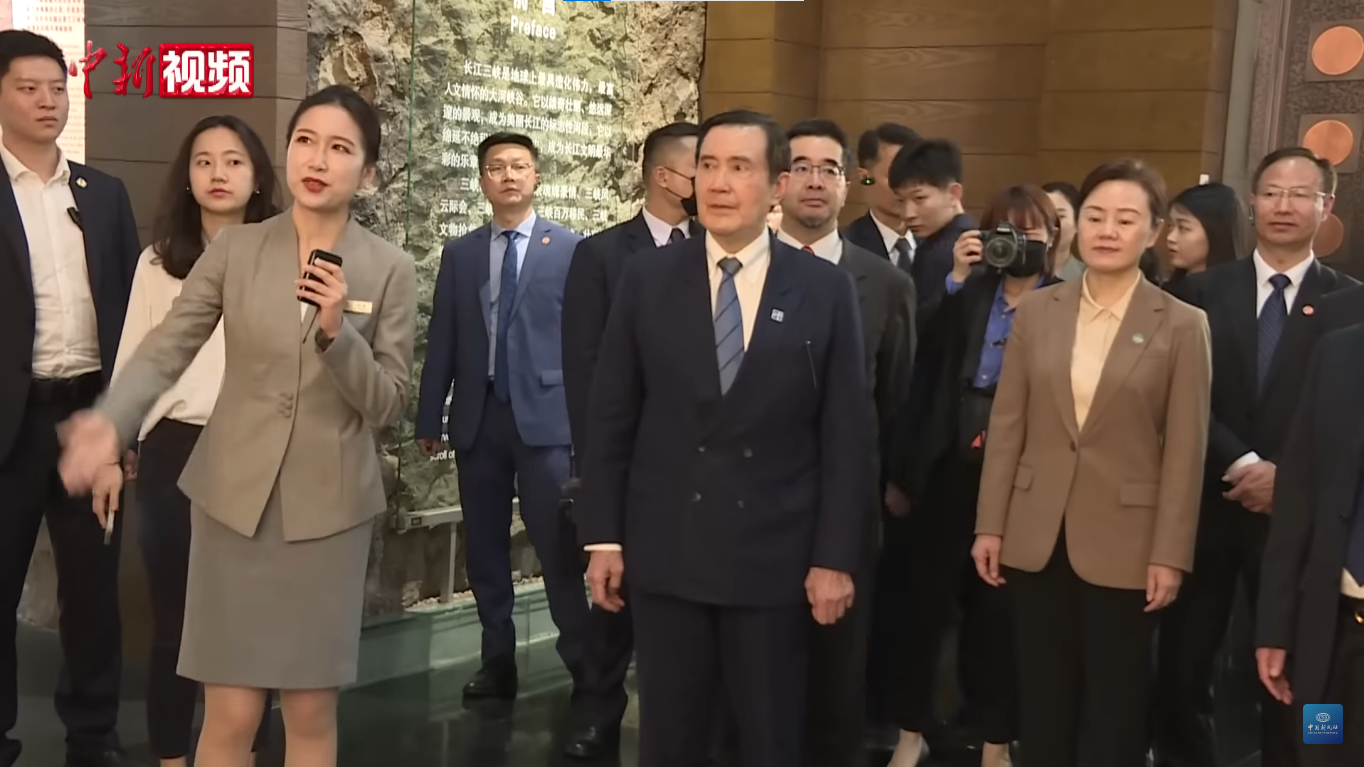
马英九一行抵达重庆，并前往重庆中国三峡博物馆参观

上午，马英九乘坐中国南方航空航班前往重庆，於上午10時許抵達。下午参观重庆市规划展览馆与重庆中国三峡博物馆，按原定公告的馬英九行程，當日行程安排原為訪問重慶抗戰遺址博物館，人員並已經進行準備，也有粉絲到場，後發生突更改行程的插曲，不過據報是因為剛好前述兩個展館的公休日都是週一，故特別開放來接待馬英九。在聆听展馆的讲解时，馬英九也關心重慶的工業发展情况，在參觀完重慶城市規劃館後，还赠送家訓書籤給講解員。而在即將結束重慶中國三峽博物館的行程時，馬英九疑似太認真查看展品，頭部不小心撞到展示櫃的玻璃，之后有上百名重慶市民欢迎马英九，高呼「馬先生好」、「馬先生歡迎來重慶」，马英九随即以「台北也歡迎你們」回应，市民又高呼「要常常回來」「重慶人歡迎你」。
随后，马英九与中共中央政治局委员、中共重庆市委书记袁家军会晤。中央台办副主任潘贤掌，中共重庆市委副书记李明清，市领导卢红、罗蔺、张国智参加会见。与马英九一同前往大陆的30名台湾青年学生在座。袁家军强调马英九来大陆反复强调坚持九二共识、反对台独，坚持推动两岸的交流合作、共赢发展，形容“让我们非常感动”。马英九还赞赏重庆的都市规划，表示“让我们非常讶异”。最后马英九还提到了个人经历，表示重庆对他意义重大。之后他接受袁家军宴请，席间袁家军将马英九父亲马鹤凌、母亲秦厚修在重庆的老照片、投书等旧资料，以及一些书信赠送给了马英九留作纪念。当晚，马英九入住渝州宾馆。

### 第九天：4月4日

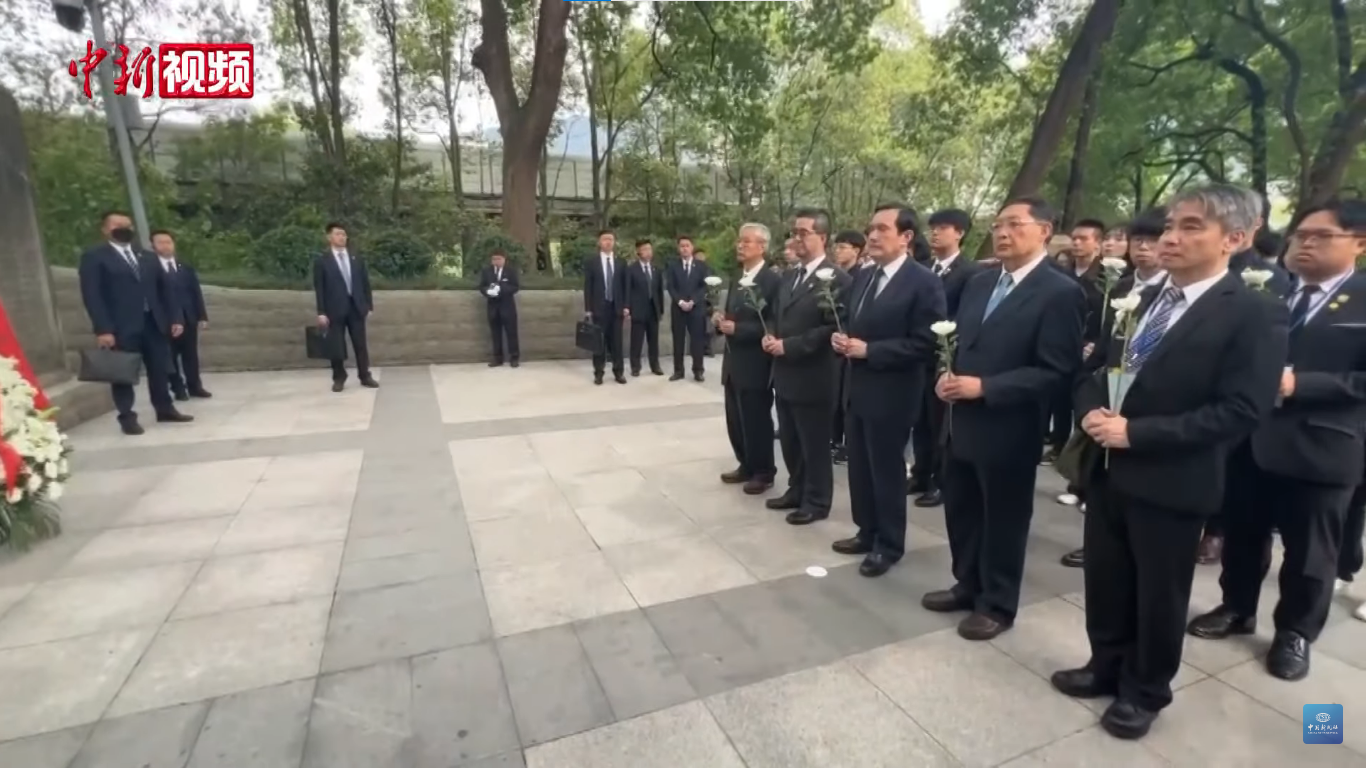
马英九在张自忠将军墓前默哀，绕墓一周并敬献花圈

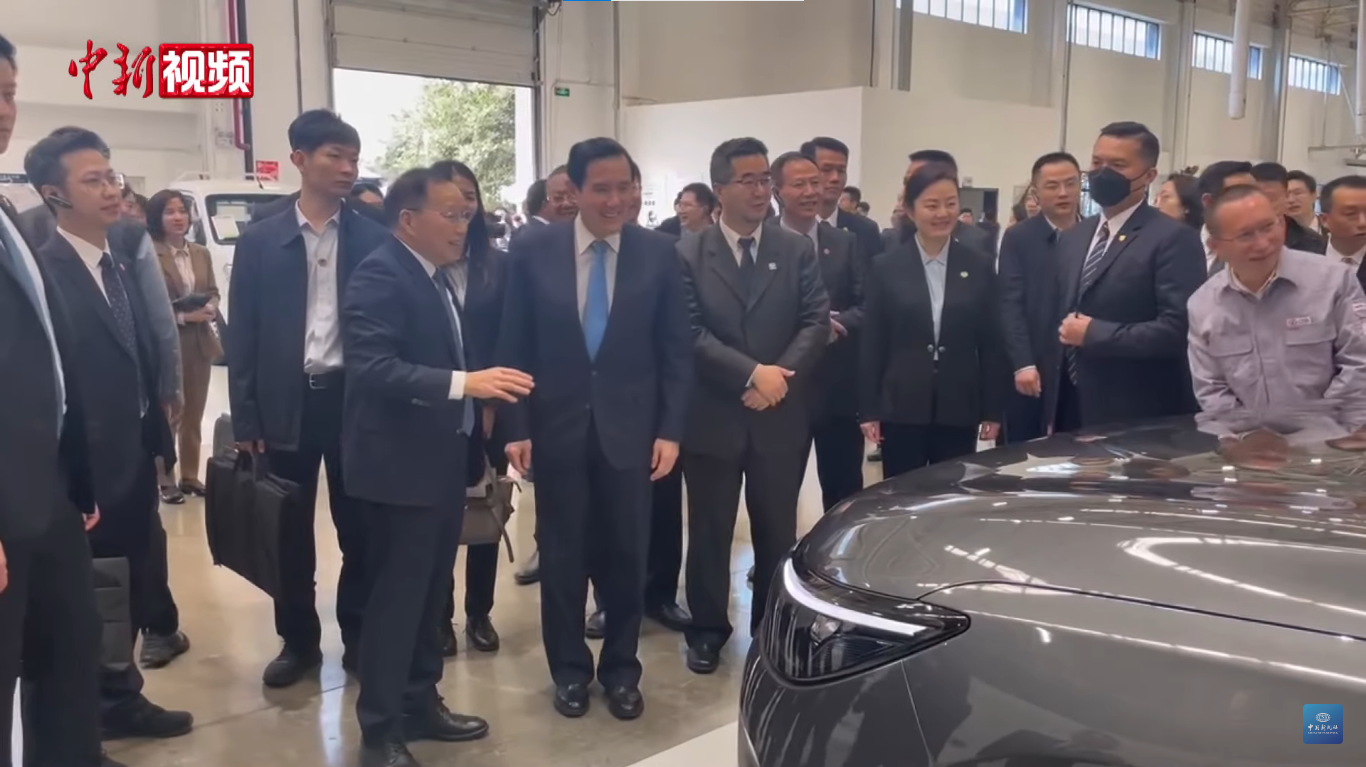
马英九一行到重庆赛力斯两江智慧工厂参观

上午，馬英九參觀張自忠將軍烈士陵園並祭拜，追尋八年抗戰歷史遺跡，在祭拜過程中馬英九再次哽咽泛淚，還拿出手帕擦拭鼻子。而張自忠二級上將的孫子張慶成也陪同接待。馬英九與張慶成交談時，哽咽表示張自忠受了很多委屈；又讚揚他壯烈殉國，很了不起。隨後，馬英九轉到重慶小康工業集團旗下賽力斯汽車的兩江電動SUV全自動化製造工廠參觀，還坐上和華為合作的問界M5 EV展示車，體驗該型汽車的高配版，並且誇讚感覺很舒適。
下午，馬英九參觀重慶抗戰遺址博物館。當講解員提及到重慶大轟炸死了許多平民時，他表示「日本人很惡劣，專攻平民轟炸平民」，又提到後來日本也得到了報應：「不要講那兩顆原子彈，之前的轟炸，丟的都是燃燒彈。尤其是日本的房子，不是竹子就是木頭造的，所以日本人得到了報應」。隨後，他前往中國國民黨中央政治學校舊址，尋找父母當年學習、生活、戀愛的足跡。而校方特意把他父母親馬鶴凌與秦厚修當年的結婚照和後來舊地重遊的照片放大裱框掛在牆上，馬英九也開心的站在照片前合影。
晚上，馬英九一行人前往重慶南岸區彈子石老街、兩江四岸核心區（长江、嘉陵江交汇区域的朝天门—解放碑片区、江北嘴片区、弹子石—龙门浩片区）夜遊。儘管仍有高規格維安，但還是有重慶民眾尾隨。還有人「突破」公安防線請馬英九簽名。馬英九也隨興走近搭野台表演，現場欣賞傳統川劇演出，與台下群眾互動。最後馬英九在中共中央台辦副主任潘賢掌、中共重慶市委常委盧紅陪同下，率領「大九學堂」同學到「長江匯」欣賞嘉陵江、長江兩江交匯的夜景。

### 第十天：4月5日
上午8時多，馬英九搭乘中國國際航空CA4575班機從重慶江北國際機場飛往上海，飛機於11時左右降落上海浦東機場。中共中央台辦副主任陳元豐、中共上海市委常委兼祕書長張為、中共上海市委台辦主任钟晓敏和副主任李驍東前來接機，馬英九依序和他們握手致意後，接著搭上上海方面安排車輛，將進行接下來的行程。
中午，馬英九前往世界最大智慧碼頭的洋山港參觀，參觀時馬英九大讚洋山港無人碼頭高度智慧化運作模式。
隨後，在中共中央台辦副主任陳元豐、中共上海市委常委兼統戰部長陳通的陪同下，馬英九來到上海浦東新區城市運行綜合管理中心，參觀並聽取簡報。在參觀時，馬英九表示對浦東發展和管理模式印象深刻，並詢問是否有其他城市來借鑒。不過，馬英九也略顯疲憊，幾度強撐著眼皮、喝茶提神，另有隨行團員跟學生則直接閉上雙眼。
傍晚，馬英九在上海北外灘的「世界會客廳」和中共中央政治局委員、中共上海市委書記陳吉寧會晤。在會晤時，他重申九二共識，他說，在他任內兩岸簽署了ECFA，用閩南話來念就是「會擱發」，意思就是還會再發達的意思。他引述民調數據並強調維持兩岸關係和平穩定發展，是台灣社會主流的看法，希望大陸的朋友們能夠注意到這一點。對此，陳吉寧引述中共中央總書記習近平說：「說兩岸一家親」，說「兩岸有共同的血脈，共同的歷史、共同的文化、共同的願景，有共同的精神家園，還有共同的傳統習俗」，他對馬英九回到湖南祭祖很受感動，認為「我們要秉持兩一家親的理念，在對應兩岸交流，應積極努力，不斷地增進兩岸同胞的情誼和扶持，共同推進中華民族的偉大復興」。
晚上，馬英九接受中共中央政治局委員、上海市委書記陳吉寧宴請，兩人互相贈禮。陳吉寧準備了記載臺灣歷史的《臺灣府志》珍本，並說明該書非常全面地記載了臺灣的風景、歷史、地質等，特贈此書作為一個特別的紀念。同時，該書原稿是特別搶救回來，已經成為上海博物館的孤本，也讓這份禮物別具意義，令馬前總統相當感動。
夜晚，馬英九領訪問團前往上海音樂廳欣賞上海民族樂團《兩岸一家親，民樂詠中華》的演出，該演出由指揮家湯沐海指揮。表演最後，樂團特別加演一曲台灣民謠《望春風》。

### 第十一天：4月6日

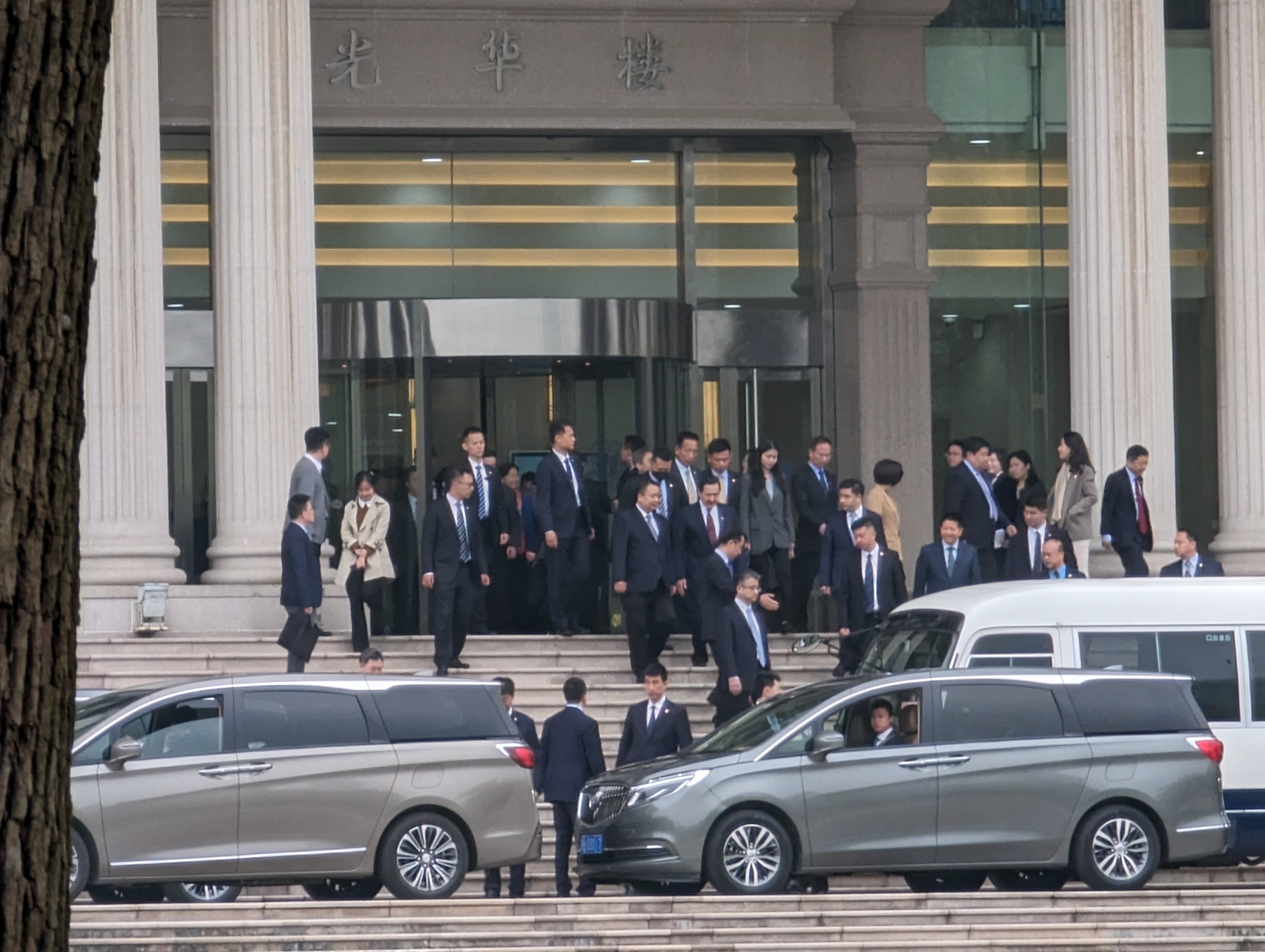
馬英九步出復旦大學邯鄲校區光華樓

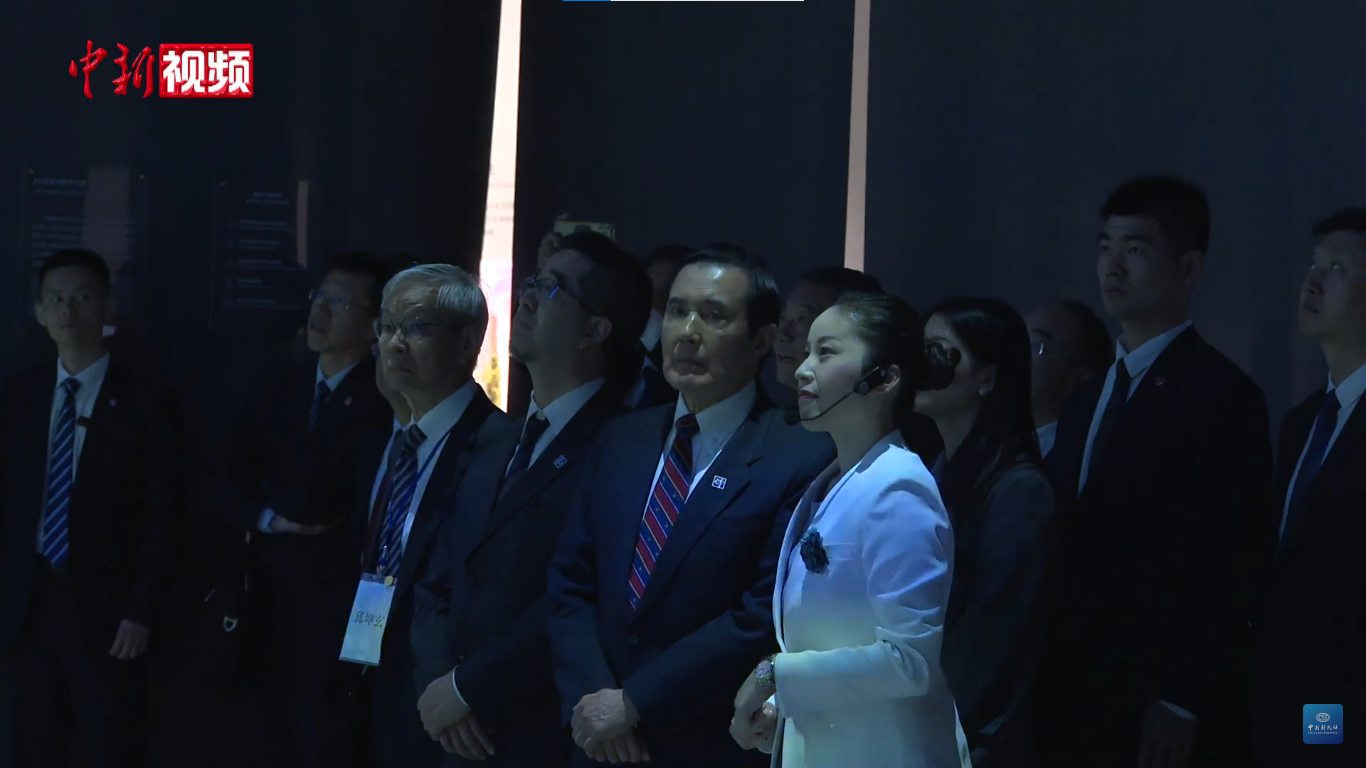
马英九一行参观上海城市规划展示馆

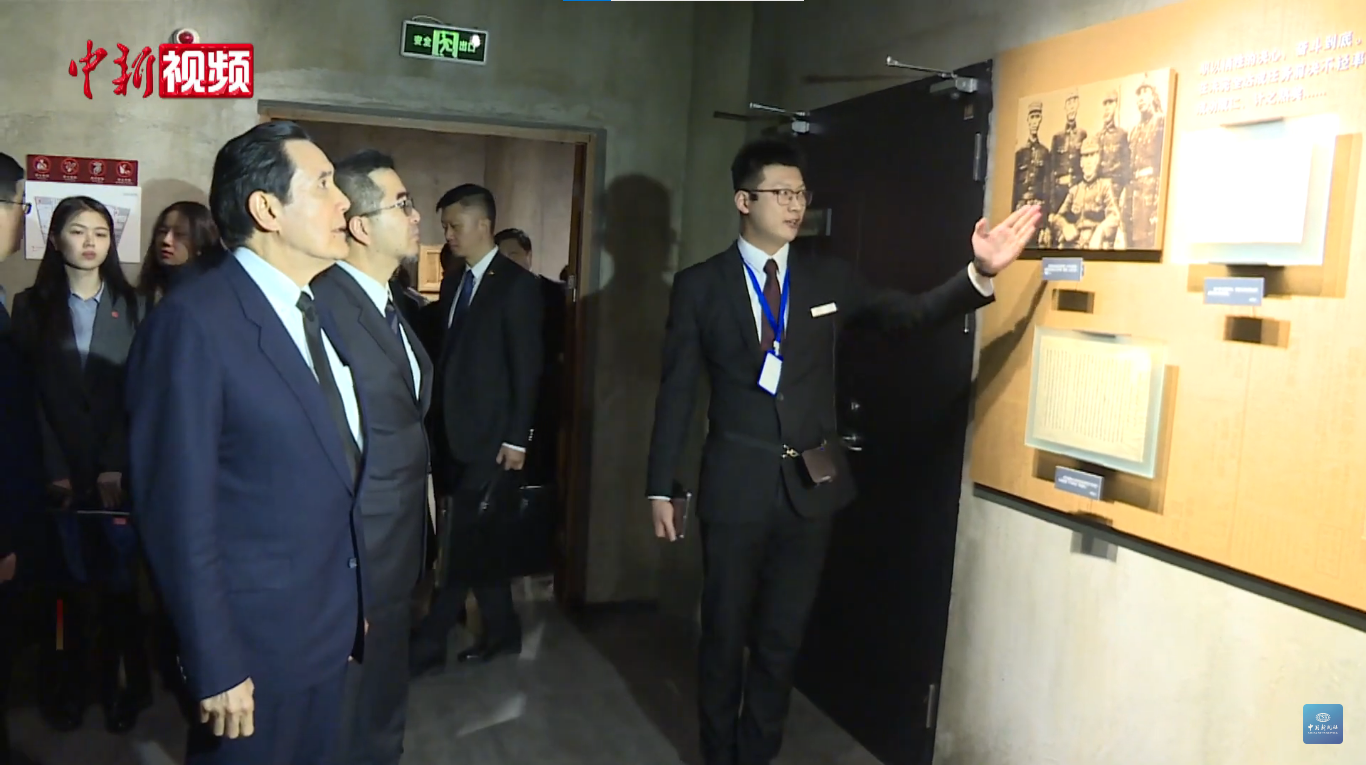
马英九一行参观四行仓库抗战纪念馆

上午，馬英九率台灣學生赴復旦大學與大陸學生交流。馬英九致詞時表示，大陸電視台為他做的祭祖影片點閱人數破1億，他認為這是非常正面的現象，讓兩岸感受到「一樣的家國情懷」。他又表示，此行最重要的初衷，是這些年來兩岸因政治紛擾與疫情的關係，各項交流已經中斷了好幾年。年輕一代近年在網絡上的趨勢日漸隔閡，盼此次旅行能踏出第一步，讓兩岸年輕人能夠彼此交流了解，相互多一分接觸，兩岸多一份情誼，友誼越深厚，兩岸之間衝突發生的機率就越低。

中午，馬英九赴上海和平飯店與台商座談交流並共聚午餐。共聚午餐後，該飯店老年爵士樂團特意為馬英九演奏了「夜來香」等三首歌曲。
下午，馬英九率台灣學生參訪上海四行仓库抗战旧址。馬英九在聽取楊惠敏護送中華民國國旗的講解後當場鼓掌拍手。随后又赴上海城市规划展示馆参观，期间他對上海的城市規劃與現代化很感興趣，對「老上海」老建築保護、高層建築的興建和管理也很關心。
晚上，中共中央台辦主任宋濤為馬英九一行餞行。宋濤表示，馬英九先生此行對促進兩岸同胞交流往來、推動兩岸關係和平發展具有積極意義。希望兩岸同胞多交流、常來往，大陸將為此創造條件、提供便利。宋濤指出：「兩岸同胞都是中國人，要堅持一個中國原則和『九二共識』，家裡面的事商量著辦，都能得到妥善的解決，決不能讓外人插手。決不能容忍『台獨』分裂行徑，勾連外部勢力搞『台獨』注定失敗。兩岸同胞要相向而行、攜手並進，共創中華民族綿長福祉，共享中華民族偉大復興榮光。」
飯後，馬英九和「大九學堂」學生在白蓮涇旅遊碼頭，登上「申城之光」號遊輪，遊覽黃浦江外灘兩岸風光，上海市台辦更特別準備了特殊慶典版的江邊燈光秀，背景音樂更是為馬英九特別創作的《浦江追夢》。游览结束后，除了知道中共中央台办主任宋涛特地南下，为马英九一行饯行之外，他們也製作了這十多天的照片集手冊，給馬作為禮物。

### 第十二天：4月7日
上午11時15分，馬英九和隨行人員搭乘中國國際航空CA195班機從上海浦東機場返回台北。中共中央台辦副主任陳元豐、中共上海市委常委兼祕書長張為、中共上海市委台辦主任鍾曉敏、中共上海市委台辦副主任李驍東送機。馬英九步上舷梯後，在機艙門口轉身向在場大陸官員、民眾和記者揮手道別。下午12點46分班機抵達桃園機場。國民黨立委費鴻泰、李貴敏等人到場接機。馬英九下飛機後表示，這趟旅行最重要一點，九二共識又活過來了，堅持九二共識，這樣最符合台灣民眾利益。馬英九說目前很憂心當前情況，執政者把台灣帶入險境，未來就是和平與戰爭選擇，他會在民間繼續努力，讓台灣有真正和平。

## 相关争议

### 接待规格“矮化”
2023年3月19日晚間，馬英九基金會執行長蕭旭岑證實馬英九行程时，即明確表示馬英九此行不會會見中共中央總書記习近平。对于此行是否與中共中央政治局常委王沪宁等其他中共高層領導人會面，蕭旭岑表示，沒預期會碰到誰，但「客隨主便」。
馬英九在3月27日抵達上海前，台湾方面有「『正國級』領導」——中共中央政治局常委、国务院副总理丁薛祥在上海接机的说法，实际由中共中央台办副主任陈元丰接机。机场亦未铺设红毯。接机人员职务级别、待遇不如前中華民國副總統、时任中國國民黨主席連戰在2005年访问中国大陆，时任中國國民黨主席朱立倫在2015年访问中国大陆等行程。被质疑为“矮化國格”。日后行程中，亦没有王沪宁等中共高層領導人接访。
3月28日，针对台湾绿营方面接待規格遭矮化的质疑。國民黨立法委员陳以信以行程非官方访问进行辩解。《華視新聞網》在3月28日的报道提及，行政院院長陳建仁說：「中國應該以國家前元首的方式接待馬前總統，這樣更符合我們國人的期待。」馬英九则說：「非常滿意，超乎預期，我們看到大陸的朋友非常熱情，大陸的民眾也對我們非常歡迎，這是一個好現象，我們回去之後會把他們的好意，轉達給台灣人民。」

### 馬英九稱謂問題
依照中华人民共和国的政治习惯，不称呼馬英九为前中華民國總統。2015年马习会时，馬英九和习近平互称「先生」。
馬英九出发前的3月21日，立法院進行內政組質詢，由国民党籍立法委员陳以信詢問行政院院長陳建仁，陸委會主委邱太三陪同。陳以信質疑：“陳建仁不敢說『馬英九訪問中國大陸』是好事壞事是因為政府批馬英九被稱『馬先生』影響社會觀感，但過去陳建仁在SARS期間擔任衛生署長，說過被稱為『中国台湾』都該參加世衛大會，還說『中華台北』雖不滿意但可以接受，過去彈性很大，現在卻是換位子換腦袋？”陳以信表示，馬英九與習近平互稱「先生」，是「因為我們不承認中華人民共和國主權」，不能稱「習主席」，當然只能稱「習先生」，也只能被稱為「馬先生」，這是相互對等又不失主權，怎麼會是矮化？難道要稱習主席？承認中華人民共和國主權？陳建仁答詢指出，他當然不會稱習近平為習主席，但如果要彼此對等尊重，符合台灣人民情感，應稱馬先生為馬前總統，馬也是卸任元首，不只是馬先生﹔一位卸任國家元首要到一個國家，這個國家不會給予足夠尊重，需要深思熟慮，馬應思考他到中國後會被稱為什麼。3月22日，馬英九基金會執行長蕭旭岑形容陳建仁的说法“非常可笑，若要互稱主席、總統，便是兩國論”，反問陳建仁是否敢公開說這是兩國論。又指“如果要大陸稱呼總統，那陸委會是否還有存在的必要，陸委會主委邱太三也應辭職，併入外交部。”
《自由時報》报道提及“知情人士表示，有關馬英九行程安排上，中共中央台辦新聞局已經強調二次”，要求在中国大陆采访馬英九的台灣記者现场提问时，要「稱呼『馬先生』，不能講『馬總統』或『馬主席』，避免現場中媒尷尬，收音後不好處理。」3月26日，中共中央台辦宴請台灣記者時通知，公開場合可以稱呼「主席」，但不能叫「總統」，須比照中共中央台辦新聞發布會的提問用語。中国大陆媒体报道时，使用「前台灣地區領導人馬英九」頭銜，也有僅使用「馬英九」的情况。馬英九在3月27日抵達上海时，中华人民共和国官方通讯社——新华社發布全文97字的簡短報導。文中沒有使用任何頭銜，兩度提及都僅以「馬英九」稱呼。其他中共官媒称馬英九为前中國國民黨主席。

## 各方反應

### 中國大陸
- 中国共产党、中华人民共和国政府
  - 2023年3月20日，中共中央台辦發言人馬曉光對馬英九率團赴中國大陆祭祖、交流表示歡迎，亦表示願意為此次行程提供必要協助。[107][108]
  - 2023年4月12日，中共中央台办发言人朱凤莲在例行新闻发布会上表示，马英九的大陆之行“充分体现两岸同胞都是中国人、是一家人，有着共同的血脉、共同的文化、共同的历史、共同的愿景”，反映两岸同胞要和平、要发展、要交流、要合作的共同心声，再次证明“九二共识”是两岸关系和平发展的定海神针。朱凤莲还将同期的蔡英文访美行程进行比较，认为马英九“用行动证明了‘九二共识’的有效性”，“有助于促进两岸交流，化解敌意”。[109][110]

### 台灣
- 中華民國政府
  - 中華民國總統府
    - 2023年3月20日，總統府發言人林聿禪表示基於馬前總統出境管制期限已屆滿，總統府尊重馬前總統祭祖之規劃，了解相關安排後，並洽相關單位，就馬前總統此行的安全等事宜，給予必要協助[11]。

  - 中華民國大陸委員會（简称陸委會）
    - 2023年3月20日，陸委會稱希望行程能夠「充分反映台灣民意堅持民主自由、捍衛國家主權的堅定立場」，以共同維護台灣最大利益。[111]
    - 2023年4月2日，馬英九在行程的第7天表示台灣、大陸在憲法上都是「一個中國」。陸委會表示“馬英九的說法呼應了中共一貫主張的‘一中原則’，矮化台灣，傷害國家的主權和尊嚴，與台灣民眾認知背道而馳[112]。
    - 2023年4月6日，陸委會副主委兼發言人詹志宏於例行記者會表示，中共操控馬英九赴陸訪問，刻意影響兩岸關係、擾亂台灣社會氛圍；馬英九與陸方人士會晤時，沒有提國民黨所稱「一中各表」，令人遺憾[113]。

  - 官员
    - 2023年4月7日，时任行政院院長陳建仁到立法院施政總質詢前受訪，他说：『關於台灣本來就是一個主權獨立的國家，我們兩岸互不隸屬的事實，我想馬前總統並沒有交代得很清楚，台灣確實是我們的事，不是中國的家務事，所以這件事情，馬總統也應該在當場跟中國表明清楚。』[114]

- 政治人物
  - 马英九出发前的3月22日，台灣民眾黨主席柯文哲表示，兩岸情勢可以緩和還是正面的，現在馬英九什麼事情都還沒做，就說他被收買、統戰，「何必這樣」。柯文哲認為首先就是依法行政，真的有問題再罵也來得及[115]。

- 民間
  - 2023年11月，綠營媒體沃草一篇報導引述經濟民主聯合組織部主任陳佑維，聲稱此次隨同訪陸的三名學生於訪問結束後在各校當選學生會長。[116]惟被國立政治大學學生會會長徐致遠及國立臺南大學學生會會長林彥良駁斥有關說法不實。[117]